# International Women's Open 1994
L'International Women's Open 1994 è stato un torneo di tennis giocato sull'erba. 
È stata la 20ª edizione del torneo di Eastbourne, che fa parte della categoria Tier II nell'ambito del WTA Tour 1994. 
Si è giocato al Devonshire Park Lawn Tennis Club di Eastbourne in Inghilterra, dal 13 al 18 giugno 1994.

## Campionesse

### Singolare
Meredith McGrath ha battuto in finale  Linda Wild con il punteggio di 6–2, 6–4

### Doppio
Gigi Fernández /  Nataša Zvereva hanno battuto in finale  Inés Gorrochategui /  Helena Suková con il punteggio di 6–7, 6–4, 6–3